# 월등면
월등면(月燈面)은 전라남도 순천시 북쪽에 위치한 면이다.

## 연혁
- 백제시대 : 감평군 정방현
- 757년 (신라 경덕왕 16년) : 승평군
- 1309년 (고려 충선왕 원년) : 승주목
- 1413년 (조선 태종 13년) : 순천부
- 1895년 (조선 고종 32년) : 순천군 월등면
- 1949년 8월 15일 : 승주군 월등면
- 1995년 1월 1일 : 순천시 월등면

## 행정 구역
| 법정리 | 한자명 | 행정리                 | 비고                   |
| ------ | ------ | ---------------------- | ---------------------- |
| 갈평리 | 葛平里 | 화정리, 갈전리         |                        |
| 계월리 | 桂月里 | 상동리, 외동리, 이문리 |                        |
| 농선리 | 農善里 | 농곡리, 장선리         |                        |
| 대평리 | 大坪里 | 화지리, 월평리, 둔대리 | 면 행정복지센터 소재지 |
| 망용리 | 望龍里 | 망용리                 |                        |
| 송천리 | 松泉里 | 송천리                 |                        |
| 신월리 | 新月里 | 유평리, 율지리, 신월리 |                        |
| 운월리 | 雲月里 | 월곡리, 병운리         |                        |
| 월림리 | 月林里 | 섬계리, 당산리         |                        |
| 월용리 | 月龍里 | 운곡리, 명산리, 신성리 |                        |

## 교육
- 월등초등학교
- 순천월전중학교